# ژیلبر دسمه
ژیلبر دسمه (انگلیسی: Gilbert Desmet؛ ۲ فوریهٔ ۱۹۳۱ – ۳۰ ژوئن ۲۰۲۴) دوچرخه‌سوار اهل بلژیک بود.
از باشگاه‌هایی که وی در آنها بازی کرده‌است، می‌توان به تیم دوچرخه‌سواری کارپانو اشاره کرد.